# Carlos Hugo Christensen
Carlos Hugo Christensen (Santiago del Estero, 15 de desembre de 1914, - Rio de Janeiro, 30 de novembre de 1999) va ser un destacat guionista i director de cinema argentí. Va realitzar nombroses pel·lícules al seu país d'origen, igual que a Xile, Perú, Veneçuela i Brasil, on es va radicar des de la dècada de 1950. Encara estava en plena activitat en aquest últim país al moment de la seva mort, el 1999.

## Els seus primers anys
Era d'ascendència danesa pel costat patern. Va començar una relació amb el cinema que seguiria fins a la seva mort quan als dotze anys el seu pare li va regalar un petit projector amb una única i curtíssima pel·lícula que va exhibir nombroses vegades tant per a si com per als seus amics. Després es va mudar a Buenos Aires amb la seva família, va cursar els estudis secundaris al Col·legi Nacional Belgrano i va ingressar en la Facultat de Filosofia i Lletres. Als 16 anys va organitzar i va dirigir, a un cinema de Lomas de Zamora, un espectacle musical amb alumnes de la seva ex escola primària, i més endavant va començar a escriure en vers i en prosa. Després va publicar alguns petits llibres i diversos articles a la revista El Hogar i sota la prefectura del dramaturg Samuel Eichelbaum va exercir la crítica cinematogràfica en una publicació.

## La seva activitat al cinema
Treballant en la radiofonia va conèixer a César Guerrico, que estava a càrrec dels estudis Lumiton, i pel seu intermedi va ingressar en aquesta productora i va iniciar en ella un aprenentatge com a ajudant en contacte amb les primeres figures de l'espectacle d'aquest moment, posant en això la passió, interès i intuïció que mai ho abandonaria. En 1939 va dirigir la seva primera pel·lícula, El buque embotellado que no va ser exhibida. La següent El inglés de los güesos, protagonitzada per Arturo García Buhr i Anita Jordán va ser en 1940 i va tenir l'elogi de la crítica i l'entusiasme del públic. A partir d'allí va començar una carrera que transitaria pels més diversos gèneres, incloent-hi l'adaptació de clàssics literaris, les comèdies sobre les desventures matrimonials, els melodrames amb càrrega eròtica i excel·lents temàtiques policials. Molt acurat en la fotografia i també en la direcció d'actors.
Si bé els seus primers títols alternaven el apicarado amb el convencional, posteriorment la forta arpa dramàtica de Christensen es va posar en relleu a Safo, historia de una pasión (1943); El ángel desnudo (1946), on va mostrar una sensual Olga Zubarry; Los pulpos (1947), o Los verdes paraísos (1947). En el gènere policial va destacar amb La muerte camina en la lluvia (1948), La trampa, No abras nunca esa puerta i Si muero antes de despertar.
L'audàcia de diverses de les seves pel·lícules i el seu temperament li van ocasionar conflicte amb els organismes fiscalitzadors de la moral i els bons costums. Als anys 1950 va decidir seguir la seva carrera fora del país i es va dirigir cap a Mèxic però en el camí perquè després de filmar a Xile i Veneçuela es va radicar al Brasil, on va continuar treballant i residint. També al Brasil va filmar el 1958 Amor para Três, remake de La señora de Pérez se divorcia i Matemática Zero, Amor Dez, remake de La pequeña señora de Pérez.
El 30 de novembre de 1999 va morir a conseqüència d'un atac cardíac en el seu domicili de Rio de Janeiro, deixant sense completar el film La casa de azúcar, basat en un conte de Silvina Ocampo que estava dirigint. Des de 1947, estava casat amb l'actriu argentina Susana Freyre i era avi de l'actriu Paula Christensen.

## Filmografia
Com a director
- A Casa de Açúcar (1996)
- ¿Somos? (1982)
- Runnin' After Love (1980)
- A Intrusa (1979)
- A Morte Transparente (1978)
- Enigma para Demônios (1975)
- A Mulher do Desejo (1975)
- Caingangue (1973)
- Uma Pantera em Minha Cama (1971)
- Anjos e Demônios (1970)
- Como Matar um Playboy (1968)
- O Menino e o Vento (1967)
- Bossa Nova (1964)
- Crônica da Cidade Amada (1964)
- Viagem aos Seios de Duília (1964)
- O Rei Pelé (1962)
- Esse Rio que Eu Amo (1960)
- Meus Amores no Rio (1959)
- Amor para Três (1958)
- Matemática Zero, Amor Dez (1958)
- Leonora dos Sete Mares (1955)
- Mãos Sangrentas (1955)
- María Magdalena (1954)
- Un ángel sin pudor (1953)
- Armiño negro (1953)
- No abras nunca esa puerta (1952)
- Si muero antes de despertar (1952)
- El demonio es un ángel (1949) (Filmada a Veneçuela)
- La trampa (1949)
- La balandra Isabel llegó esta tarde (1950) (Filmada a Veneçuela)
- ¿Por qué mintió la cigüeña? (1949)
- La muerte camina en la lluvia (1948)
- Los pulpos (1948)
- Una atrevida aventurita (1948)
- Con el diablo en el cuerpo (1947)
- Los verdes paraísos (1947)
- El ángel desnudo (1946)
- Adán y la serpiente (1946)
- La dama de la muerte (1946) (Xile)
- La señora de Pérez se divorcia (1945)
- El canto del cisne (1945)
- Las seis suegras de Barba Azul (1945)
- La pequeña señora de Pérez (1944)
- Dieciséis años (1943)
- Safo, historia de una pasión (1943)
- Los chicos crecen (1942)
- Noche de bodas (1942)
- Locos de verano(1942)
- La novia de primavera (1942)
- Águila Blanca (1941)
- El inglés de los güesos (1940)
- El buque embotellado (inèdita 1939)

Com a guionista
- A Casa de Açúcar (1996)
- ¿Somos? (1982)
- A Intrusa (1979)
- A Morte Transparente (1978)
- Enigma para Demônios (1975)
- A Mulher do Desejo (1975)
- Caingangue (1973)
- Uma Pantera em Minha Cama (1971)
- Anjos e Demônios (1970)
- Como Matar um Playboy (1968)
- O Menino e o Vento (1967)
- Crônica da Cidade Amada (1964)
- Viagem aos Seios de Duília (1964)
- Esse Rio que Eu Amo (1960)
- Meus Amores no Rio (1959)
- Matemática Zero, Amor Dez (1958)
- Leonora dos Sete Mares (1955)
- Mãos Sangrentas (1955)
- María Magdalena (1954)
- La trampa (1949)
- La balandra Isabel llegó esta tarde (1950)
- La muerte camina en la lluvia (1948)
- El ángel desnudo (1946)
- Los chicos crecen (1942)
- El inglés de los güesos (1940)

Com a productor
- A Intrusa (1979)
- A Morte Transparente (1978)
- Enigma para Demônios (1975)
- A Mulher do Desejo (1975)
- Uma Pantera em Minha Cama (1971)
- Anjos e Demônios (1970)
- Como Matar um Playboy (1968)
- O Menino e o Vento (1967)
- Crônica da Cidade Amada (1964)
- Viagem aos Seios de Duília (1964)
- Esse Rio que Eu Amo (1960)
- Meus Amores no Rio (1959)
- Paraíso robado (1951)

Com a actor
- Meus Amores no Rio (1959)